# Alojzij Zupanc (generalmajor)
Alojzij Zupanc, slovenski generalmajor JLA, * 7. oktober 1927, Lancovo.
Zupanc se je aprila 1943 priključil partizanom, kjer je opravljal razne dolžnosti in bil med drugim  poveljnik čete. Po končani vojni je opravljal razne operativne naloge  v JLA. Leta 1960 je v ZDA konča specializacijo iz ABKO (protiatomsko-biološko-kemične obrambe). Nazadnje je bil načelnik operativnega-učnega oddelka 5. armade v Zagrebu.